# Liberty County (Georgia)
Das Liberty County ist ein County im US-Bundesstaat Georgia der Vereinigten Staaten. Der Verwaltungssitz (County Seat) ist Hinesville, benannt nach Senator Charlton Hines.

## Geographie
Das County  liegt im Südosten von Georgia und grenzt mit seiner südöstlichsten Ecke an den Atlantik. Es hat eine Fläche von 1561 Quadratkilometern, wovon 216 Quadratkilometer Wasserfläche sind, und grenzt im Uhrzeigersinn an folgende Countys: Bryan County, McIntosh County, Long County, Tattnall County und Evans County.
Das County ist Teil der Metropolregion Hinesville.

## Geschichte
Liberty County wurde am 5. Februar 1777 als Original County aus den Parishes St. Andrews, St. James und St. John gebildet.

## Demografische Daten

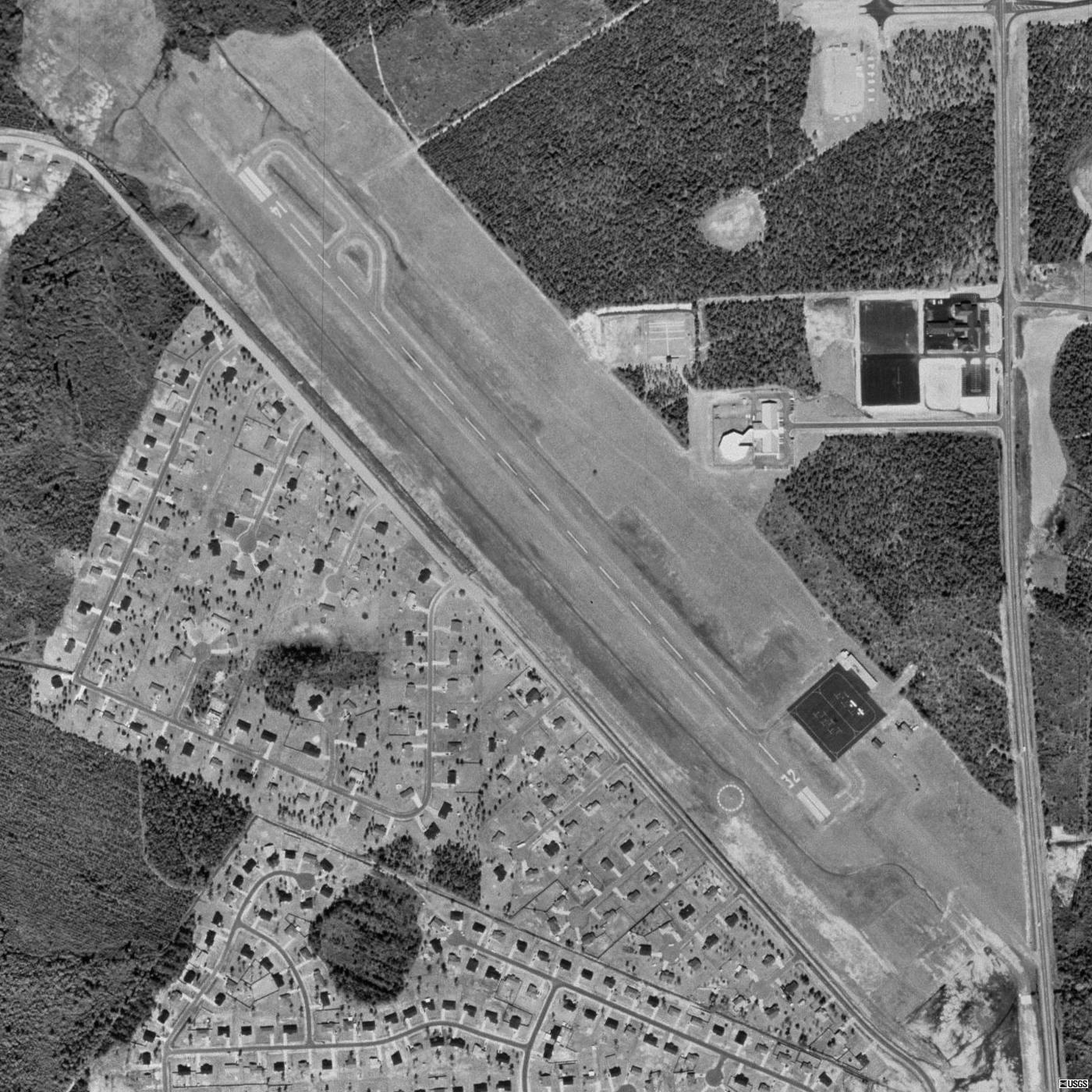
Luftaufnahme des Liberty County Airports

Laut der Volkszählung von 2010 verteilten sich die damaligen 63.453 Einwohner auf 22.155 bewohnte Haushalte, was einen Schnitt von 2,75 Personen pro Haushalt ergibt. Insgesamt bestehen 26.731 Haushalte.
74,8 % der Haushalte waren Familienhaushalte (bestehend aus verheirateten Paaren mit oder ohne Nachkommen bzw. einem Elternteil mit Nachkomme) mit einer durchschnittlichen Größe von 3,18 Personen. In 45,9 % aller Haushalte lebten Kinder unter 18 Jahren sowie in 13,7 % aller Haushalte Personen mit mindestens 65 Jahren.
33,7 % der Bevölkerung waren jünger als 20 Jahre, 33,3 % waren 20 bis 39 Jahre alt, 23,3 % waren 40 bis 59 Jahre alt und 9,9 % waren mindestens 60 Jahre alt. Das mittlere Alter betrug 28 Jahre. 48,8 % der Bevölkerung waren männlich und 51,2 % weiblich.
47,1 % der Bevölkerung bezeichneten sich als Weiße, 42,2 % als Afroamerikaner, 0,6 % als Indianer und 2,0 % als Asian Americans. 3,5 % gaben die Angehörigkeit zu einer anderen Ethnie und 4,7 % zu mehreren Ethnien an. 9,7 % der Bevölkerung bestand aus Hispanics oder Latinos.
Das durchschnittliche Jahreseinkommen pro Haushalt lag bei 42.484 USD, dabei lebten 16,9 % der Bevölkerung unter der Armutsgrenze.

## Kultur und Sehenswürdigkeiten

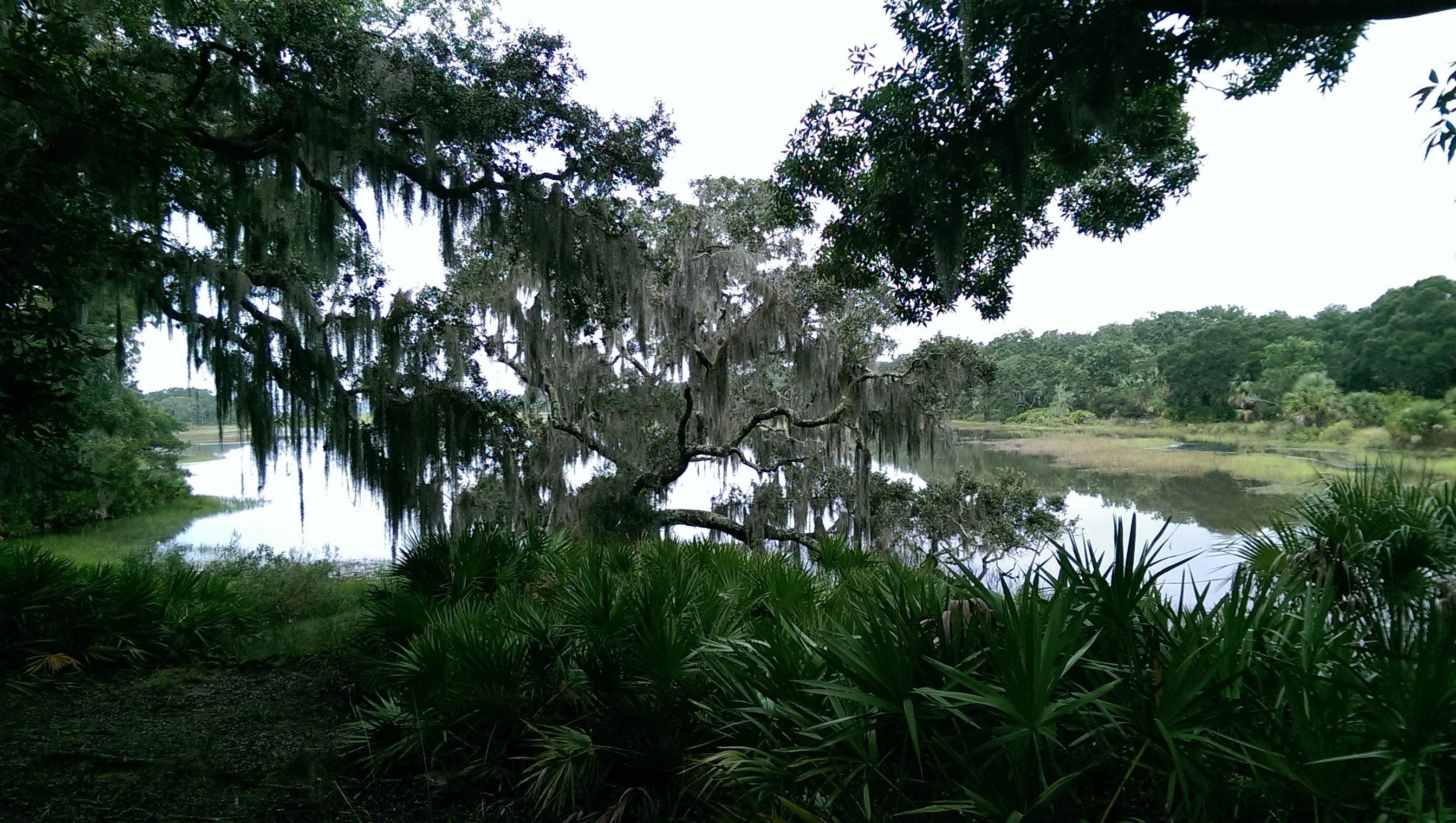
Auf St. Catherines Island (2014). Auf der Insel liegen archäologische Fundstätten aus der präkolumbischen Zeit. Später war dort eine Missionsstation des spanischen Kolonialreiches. Im Dezember 1969 wurde St. Catherines Island als Historic District und erstes Objekt im County in das NRHP eingetragen. Am gleichen Tag erhielt sie den Status eines National Historic Landmarks zuerkannt.

Zwölf Bauwerke, Stätten und Historic Districts („historische Bezirke“) im Liberty County sind im National Register of Historic Places („Nationales Verzeichnis historischer Orte“; NRHP) eingetragen (Stand 12. Februar 2024), wobei das Dorchester Academy Boys’ Dormitory und St. Catherines Island den Status von National Historic Landmarks („Nationales historisches Wahrzeichen“) haben.

## Orte im Liberty County
Orte im Liberty County mit Einwohnerzahlen der Volkszählung von 2010:
Cities:
- Allenhurst – 695 Einwohner
- Flemington – 743 Einwohner
- Gumbranch – 264 Einwohner
- Hinesville (County Seat) – 33.437 Einwohner
- Midway – 2.121 Einwohner
- Riceboro – 809 Einwohner
- Walthourville – 4.111 Einwohner

Census-designated place:
- Fort Stewart – 4.924 Einwohner